# Мескал (Аризона)
Мескал (енгл. Mescal) насељено је место без административног статуса у америчкој савезној држави Аризона.

## Демографија
По попису из 2010. године број становника је 1.812.
| Група             | 2000.    | 2010.         |
| Белци             | 0 (0,0%) | 1.524 (84,1%) |
| Афроамериканци    | 0 (0,0%) | 11 (0,6%)     |
| Азијати           | 0 (0,0%) | 7 (0,4%)      |
| Хиспаноамериканци | 0 (0,0%) | 231 (12,7%)   |
| Укупно            | 0        | 1.812         |